# 森の精 (交響詩)
『森の精』または『樹の精』（スウェーデン語: Dryaden）作品45-1は、ジャン・シベリウスが作曲した交響詩。

## 概要
1910年の初頭に赴いたスキー旅行の間に完成された。初演は1910年10月8日、クリスチャニア（現オスロ）において作曲者自身の指揮により『追憶のために』の初演と同時に行われた。同年にはピアノへの編曲も行われている。本作は「舞踏的な主題」の断片から進行する「印象主義風の小品」であり、作曲者の「最も短く、最も独創性の高い管弦楽曲」のひとつに数えられている。なお、シベリウスには、この曲とは別に、管弦楽のためのバラード『森の精』 (Skogsrået) 作品15があり、混同されていることがあるので注意。
ひとつの作品番号にまとめられた『舞踏的間奏曲』（Tanz Intermezzo）作品45-2と共通の舞踏的性格も有する一方、本作はテンポの変更指示が頻繁に現れ、伝統的な楽節構造、内的関連性などが取り払われた実験的音楽となっている。形式や和声的な特徴には同時期に書かれた交響曲第4番と共通する部分があり、また当時最晩年を迎えていたグスタフ・マーラーの進んだ方向性と一致する箇所も見出される。

## 楽器編成
ピッコロ、フルート2、オーボエ2、クラリネット2（B♭）、バスクラリネット（B♭）、ファゴット2、ホルン4（F）、トランペット3（B♭）、トロンボーン3、テューバ、タンブリン、カスタネット、小太鼓、大太鼓、弦五部。

## 楽曲構成
4/4拍子でヴァイオリンによる前奏に開始する。3/4拍子となり、しばらくするとオーボエに特徴的なフレーズが現れる（譜例）。
譜例
4人のヴァイオリンソリによる経過を挟み譜例を繰り返す。しばらく短いフレーズが交代する進行を続け、やがて下降音階による流麗な音楽へ至る。その後、再び譜例のエピソードが奏され、最後はニ長調の主和音で終結する。